# Дахма Шейбанидов (Бухара)
Дахма Шейбанидов — памятник архитектуры средневековья. Дахма, в которой были похоронены представители узбекской династии Шейбанидов, представляет собой мраморную суфу. Возведена в XVI веке. Одна из шести дахмы Дахмаи шохона. Включена в национальный перечень объектов недвижимого имущества материального и культурного наследия Узбекистана — находится под охраной государства. Расположена в комплексе Бахоуддина Накшбанда в селе Касри Орифон Каганского района Бухарской области Узбекистана.